# Kabaré

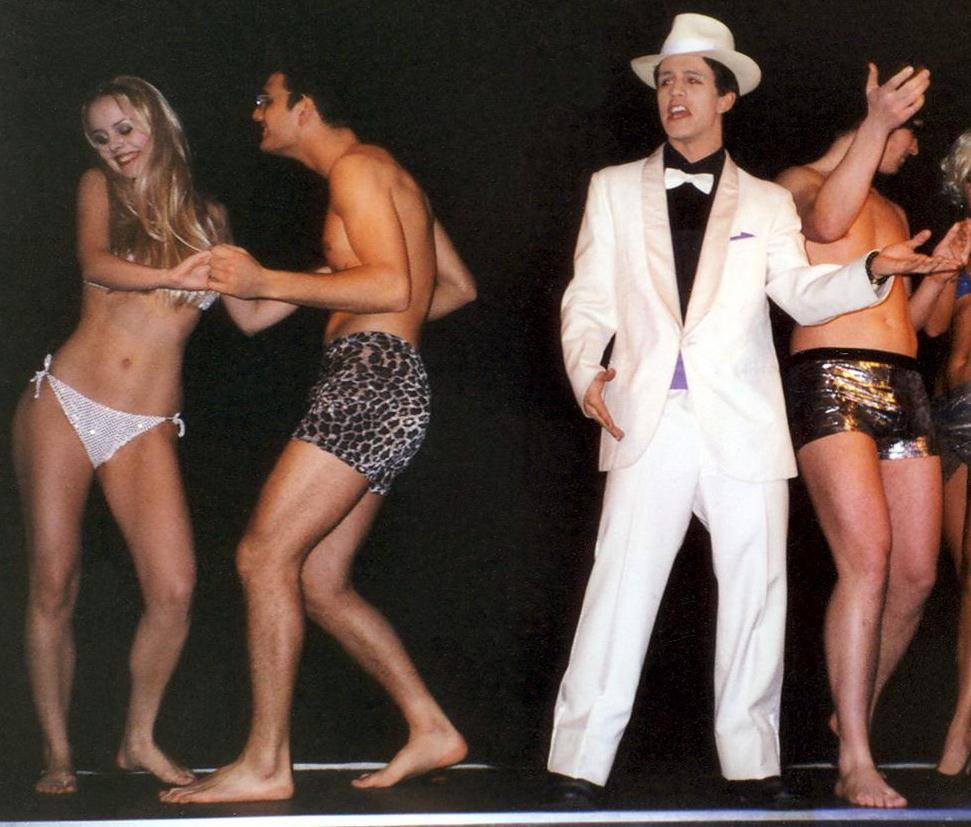
Helena Mattsson, Patrik Hont med flera gör "Havana for a Night" i kabarén A Little Tribute Westward på Blue Moon Bar i Stockholm 2003.

Kabaré (franska: 'krog', 'litet bord', 'bricka') är en underhållningsform som framförallt förekommer på restauranger och nattklubbar. 
Innehållet kan variera, och innehålla sketcher, sång, dans och varieténummer. I europeisk kabaré är föreställningar vanligen av typen underground och bygger på nyskapande och originalitet hellre än kommersiella strömningar och trender. I bland annat USA kallas även strippshower, burlesk, dragshower samt solosång till pianoackompanjemang ofta för cabaret. Idag kallas en kabaré oftare för krogshow.
Ordet kabaré i betydelsen underhållningsprogram är belagt i svenska språket sedan 1923. I betydelsen utskänkningsställe, värdshus, krog är det belagt från omkring år 1700.

## Sverige
I början av 1900-talet verkade i Stockholm de berömda kabaréerna Svarta katten, vid Blanchs café i Kungsträdgården (1915–1918) och Cabaret Läderlappen, vid Gillet på Brunkebergstorg (1915–1919).
Bland kända svenska kabaréer kan nämnas Kabaré Kumlin med After Shave och Anders Eriksson i Göteborg vintern–våren 1987,  Fattighuskabarén i Stockholm  från våren 1974 och några år in på 1980-talet och AlexCab hösten 1975 på nattklubben Alexandras i Stockholm. Artisten Malou Berg betraktar Fattighuskabarén som sin läroplats, och säger att där var fritt och tillåtande.
En mer sentida krogshow är En Talk Talk Show som såg dagens ljus på Rondo i Göteborg 2013 och som hittills har gått i sex säsonger. Den är upplagd som en talkshow i TV och har olika gästartister vid varje tillfälle. Programledaren Stefan Odelberg kallar den för ett pågående projekt, men när den återuppstår är ännu inte känt.

## Övriga världen
Handlingen i filmen Cabaret (1972)  tilldrar sig på och omkring en kabaréscen i Berlin runt 1930.
Moulin Rouge (svenska: 'röd kvarn') i Paris är världens kanske mest kända kabaré. Den grundades 1889 av Joseph Oller och Charles Zidler och finns kvar ännu i dag. Det var uppsving i ekonomin och Moulin Rouge har blivit sinnebilden för La Belle époque, en fredlig nästan femtio år lång period i Frankrike från nederlaget i fransk-tyska kriget 1871 till första världskrigets utbrott 1914. Det var här den då ganska ekivoka dansen cancan nådde sin fulländning och den nya konstformen Music Hall föddes. Moulin Rouge blev stamställe för konstnären Toulouse Lautrec, och han målade av många av kabaréns artister, till exempel La Goulue (1891) och Jane Avril (1893). 
Många har gjort film med Moulin Rouge i centrum, däribland Sidney Lanfield 1934, John Huston 1952 och Baz Luhrmann 2001, den senare med Nicole Kidman i huvudrollen.